# 沙利尼亚克
沙利尼亚克（法語：Challignac，法語發音：[ʃaliɲak]）是法国夏朗德省的一个市镇，属于干邑区。

## 地理
沙利尼亚克（45°24'54"N, 0°4'55"W）面积13.21 平方千米，位于法国新阿基坦大区夏朗德省，该省份为法国西部内陆省份，北起德塞夫勒省和维埃纳省，东临上维埃纳省，东南至多尔多涅省，南至多爾多涅省，西接滨海夏朗德省。
与沙利尼亚克接壤的市镇（或旧市镇、城区）包括：贝尔讷伊、布里苏巴伯济约、孔代翁、圣奥莱拉沙佩尔、圣博内、萨勒德巴伯济约。

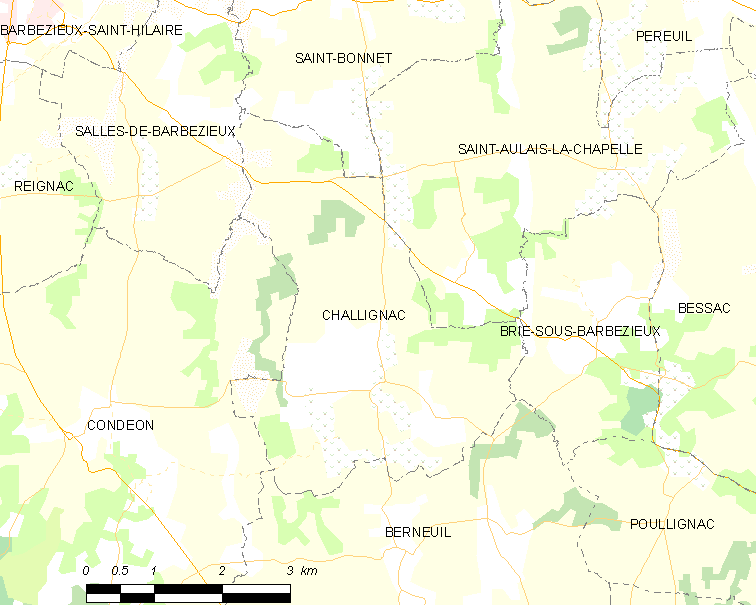
沙利尼亚克的OSM定位图

沙利尼亚克的时区为UTC+01:00、UTC+02:00（夏令时）。

## 行政
沙利尼亚克的邮政编码为16300，INSEE市镇编码为16074。

## 政治
沙利尼亚克所属的省级选区为夏朗德南县。

## 人口

1962-2008年间沙利尼亚克人口变化图示

沙利尼亚克于2022年1月1日时的人口数量为340人。